# Piraeus Bank
Piraeus Bank Group (grč. Τράπεζα Πειραιώς, hrv. Pirejska banka) grčka je banka osnovana 1916. godine. U razdoblju od 1975. do 1991. godine banka je bila pod državnim vlasništvom i upravljanjem. U prosincu 1991. godine, banka je privatizirana. Od tada, banka je narasla u veličini i aktivnostima.
Bankarska grupacija Pirejske banke bavi se financijskim i bankarskim aktivnostima, ne samo u Grčkoj, nego i na području jugoistočne Europe i istočnog Sredozemlja. Također, banka ima vlastite financijske centre u Londonu i New Yorku.
Piraeus Bank Group nudi širok spektar usluga koji uključuje:
- građansko bankarstvo (otvaranje štednih i tekućih računa i polaganja novca na njih, osobni zajmovi, hipotekarni krediti, financiranje malog i srednjeg poduzetništva, financiranje brodarskog sektora, poslovanje s debitnim i kreditnim karticama),
- investicije i poslovno bankarstvo (pomoć korporacijama i Vladama pri podizanju kredita, posrednički poslovi u izdavanju vrijednosnih papira, poslovi posredništva pri spajanju ili preuzimanju tvrtki i dr.),
- investicijski menadžment (upravljanje različitim vrstama vrijednosnica, npr. dionicama i obveznicama; te imovinom, npr. nekretninama),
- leasing poslovi.

Također, Piraeus Bank stalno proširuje vlastitu mrežu, te ima 300 poslovnica u Grčkoj, 180 u Rumunjskoj, 72 u Bugarskoj, 40 u Egiptu, po 38 u Albaniji i Srbiji, 14 u New Yorku i jednu veliku u Londonu.
Područje poslovanja, Piraeus Bank proširila je i u Ukrajinu, gdje je nedavno kupila jednu banku. Osim toga, banka ima jedno poslovno predstavništvo u Moskvi.

## Povijest
- 1916. – grupa brodovlasnika osnovala je Banque du Piree (Piraeus Bank, PB) za financiranje trgovine.
- od 1975. do 1991. – banka prelazi pod državno vlasništvo i upravljanje.
- 1991. – grčka Vlada privatizira banku, dok se ime iz Banque du Piree (BP) mijenja u Piraeus Bank (PB).
- 1998. – Piraeus Bank apsorbira aktivnosti (preuzima) od američke banke Chase Manhattan Bank u njenim dvjema poslovnicama u Grčkoj i francuske banke Crédit Lyonnais, također u Grčkoj.
- 1999. – PB stječe 25% dionica domaće Xios Bank. Piraeus Bank također apsorbira aktivnosti britanske National Westminster Bank u Grčkoj.
- 2000. – PB-u spaja grčke banke Macedonia-Thrace Bank i Xios Bank.
- 2002. – PB preuzeo 58% Grčke banke za industrijski razvoj (GBZIR) od grčke Vlade s mogućnošću da se GBZIR pripoji u Piraeus Bank.
- 2003. – PB apsorbira aktivnosti GBZIR-a
- 2006. – PB nizozemskoj ING grupaciji prodaje svoj udio u zajedničkom investicijskom fondu.
- 2007. – PB postiže sporazum s Avis grupom o stjecanju 100% vlasništva nad rent-a-car tvrtkom Avis Rent-A-Car Hellas za 25,5 mil. eura. Brokeri su tada izjavili da će kupnja stvoriti sinergiju u tvrtki Piraeus Leasing (dio Piraeus Bank Group). Za poslove leasinga, banka je "stvorila" vozni park vrijedan 200 mil. eura s ciljem dugoročnog leasing poslovanja.

## Internacionalna ekspanzija
- 1995. – PB osniva rumunjsku podružnicu Piraeus Bank Romania.
- 1996. – PB osniva albansku podružnicu Tirana Bank.
- 1999. – nakon kupnje 1/4 Xios Bank, PB apsorbira poslove Xiosa u Sofiji. Tim potezom, PB stekao je upravljanje nad 15 Xiosovih poslovnica u Bugarskoj. Također, PB proširuje svoju mrežu i van Europe. Tako je PB preuzeo Marathon National Bank of Astoria iz New Yorka. Ta banka imala je poslovnice u Astoriji i susjednim gradovima. PB-u posebno je pogodovalo i to što je Astoria bila mjesto s velikom populacijom stanovništva grčkog podrijetla. Iste godine, Piraeus Bank otvorio je poslovnicu u Londonu.
- 2000. – PB od Budapest Bank preuzima mađarski Pater Bank u Bukureštu. Ciljana skupina klijenata Peter Banka bilo je mađarsko stanovništvo koje je živjelo u Rumunjskoj.
- 2003. – PB preuzima  Interbank N.Y. koja je imala 5 poslovnica u New Yorku, posebno u Brooklynu, Astoriji, Queensu, kao i u Park Avenue, donjem dijelu Manhattana. PB nakon toga spaja Interbank N.Y. s Marathon National Bank of Astoria.
- 2005. – PB preuzima beogradsku Atlas banku, te joj mijenja ime u Piraeus Bank Beograd. U Bugarskoj PB preuzima Eurobank, te ju spaja sa svojom bugarskom poslovnicom Piraeus Bank Bulgaria. Iste godine, PB širi svoje poslovanje na treći kontinent. Pirejska banka u Africi preuzima Egyptian Commercial Bank, te mu daje novo ime – Piraeus Bank Egypt.
- 2007. – BP u potpunosti dovršava preuzimanje International Commerce Bank iz Ukrajine, te joj mijenja ime u Pireaus Bank. Na Cipru, Pirejska banka preuzima poslovnice palestinske banke Arab Bank te joj mijenja ime u Pireaus Bank (Cyprus).[2] 13. rujna 2007. Piraeus Bank S.A. preuzima 99.6% udjela u temeljnom kapitalu ukrajinske banke International Commercial Bank.
- 2008. – Početkom 2008. PB mijenja ime u Bank of Piraeus ICB.

### Preuzimanje Atlas banke
Piraeus Bank postao je 2005. većinski vlasnik Atlas banke kupovinom 80% akcija za 19,5 mil. eura. Grčka banka kupila je 81.934 akcija po cijeni od 19.296 dinara (oko 180 eura) po akciji, dok je preostalih 20% kapitala Atlas banke, odnosno 18.483 akcija, u vlasništvu kompanija "Bukom kft" i "Tavi trade".
Također, Piraeus Bank postavila je novi upravni i nadzorni odbor u preuzetoj banci te proširila mrežu banke u Srbiji. 2005. Piraeus Bank imala je 11 poslovnica u tri grada u Srbiji. Ista bankarska grupacija, povećala je broj kreditnih usluga za poslovni sektor, naročito za financiranja malih i srednjih poduzeća. Također, u ponudu su uneseni dugoročni stambenih i srednjoročni potrošački kredita za građane.
Prilikom preuzimanja Atlas banke, planirano je i otvaranje leasing kompanije za financiranje nabave automobila, uz povoljne kamate.

## Poslovanje Piraeus Bank
Na temelju podataka iz 2009., Piraeus Bank je ostvarivao sljedeće poslovne rezultate:
- PRIHOD – ▲EUR 1.663 mlrd.
- PROFIT – ▲EUR 201,7 mil.
- AKTIVA – ▲EUR 54.28 mlrd.
- KAPITAL – ▲EUR 3.466 mlrd.

### Bugarska
Bugarska filijala je krajem lipnja 2007. upravljala imovinom vrijednom 2,211 mlrd. eura te pokrivala 7,5% bugarskog bankarskog tržišta. Imala je 984 zaposlenih u 84 poslovnice.

### Ukrajina
Ukupna aktiva banke u Ukrajini (na dan 1. studenog 2008.) iznosila je 224,28 mil. eura. Depoziti građana iznosili su 29,83 mil. eura, kreditni volumen 190,36 mil. eura a prihod 1,93 mil. eura.

### Egipat
Krajem lipnja 2008. Piraeus Bank Egypt je u Egiptu imao aktivu od 1688 mil. eura. Zapošljavala je 1312 ljudi te je imala 54 poslovnice u zemlji. Predsjednik i CEO egipatske podružnice je Mohamed Gamal Moharam.

### SAD
Krajem lipnja 2008. Piraeus Bank je u SAD-u imao aktivo od 536 mil. eura, te je zapošljavao 168 ljudi u 14 poslovnica.

## Skandal
Jedan je Grk, koji je bio u velikim dugovima, ušao je u jednu poslovnicu Piraeus Bank u središtu Soluna, polio se benzinom i zapalio. Osoblje banke uspjelo je maknuti 55-godišnjaka iz svojih prostorija na ulicu, gdje su vatrogasci ugasili vatru na njegovoj odjeći. Vatrogasci su nakon toga ugasili i mali požar u prostorijama banke. U vrijeme incidenta u banci nije bilo klijenata.
Muškarac je prevezen u bolnicu Ippokreteio kako bi mu se pružila liječnička pomoć. Svjedoci tvrde da po tijelu nije imao teže opekline. Osoblje banke izjavilo je policiji kako je muškarac imao kod njih otvoren račun i grcao je u dugovima. Još uvijek nije poznato je li htio počiniti samoubojstvo ili samo privući pažnju, pišu grčke novine Kathimerini.

## Vanjske poveznice
Službene web stranice banke